# Friedrich Kuhlau

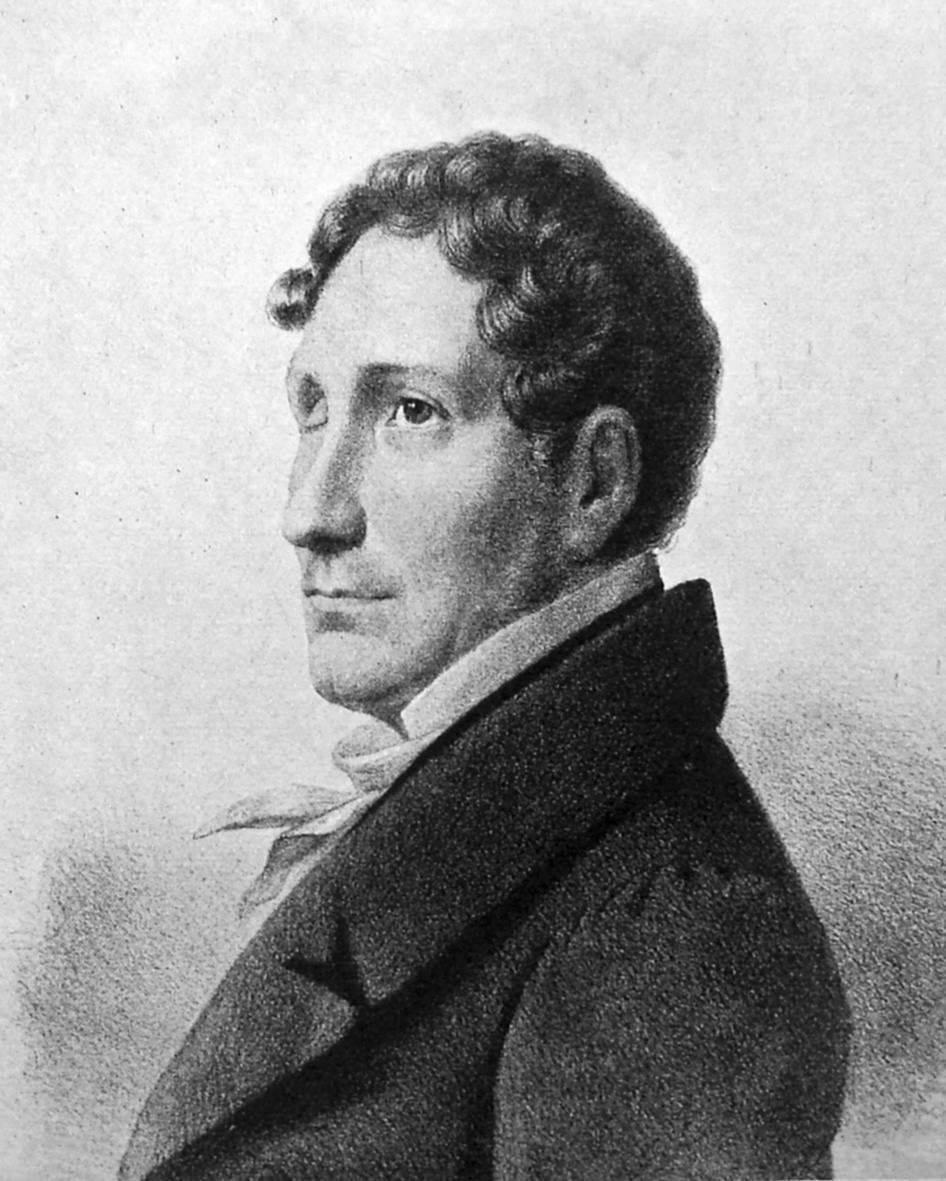
Friedrich Kuhlau

Friedrich Daniel Rudolph Kuhlau (Uelzen, 11 september 1786 – Lyngbye, 12 maart 1832) is een Duits-Deens componist, muziekpedagoog, dirigent en pianist. Kuhlau was de voortrekker van een Deense nationale opera. 

## Levensloop
Kuhlau was een zoon van een militaire muzikant. De familie verhuisde in 1793 naar Lüneburg. Drie jaar later verloor hij bij een ongeluk zijn rechteroog. Om 1802/1803 vertrok hij naar Hamburg en werd aldaar opgeleid door de stadcantor Christian Friedrich Gottlieb Schwencke. Al korte tijd erna ontstonden zijn eerste composities. In het gevolg van de belegging van Hamburg in 1810 door het leger van Napoleon verhuisde of beter vluchtte hij naar Kopenhagen om niet in diens leger te hoeven dienen. Hij leefde aldaar als pianoleraar en componist. In 1813 werd hij in Denemarken genaturaliseerd en in hetzelfde jaar werd hij lid van de hofkapel. In 1816/1817 was hij koorleider in het koninklijke theater. In 1818 werd hij aangesteld als hofcomponist. 
In het koninklijke theater werden alle muziektheaterwerken van Kuhlau uitgevoerd, waarvan het zangspel Røverborgen (1814), de sprookjesopera Lulu (1824) en de muziek tot het nationaal romantische toneelstuk Elverhøj (1828) een doorslaggevend succes hadden en hem naast Christoph Ernst Friedrich Weyse tot de vooraanstaande Deense componisten van de romantiek maakten. 
Reizen als concertpianist maakte hij in heel Scandinavië, Duitsland en Oostenrijk. Zijn laatste levensjaren werden door meerdere lotgevallen beschaduwd: Zijn bij hem levende ouders overlijden binnen korte tijd, hij zelf had met ziekte, drankzucht en financiële problemen te vechten en als gevolg van een brand in zijn woonhuis in 1831 kreeg hij een zware longziekte, aan die hij in het volgende jaar overlijdt. Hij is begraven op de Assistẹns Kirkegård in Lyngby. 
Kuhlau's opuslijst beslaat 232 nummers; het omvat alle muzikale genres met uitzondering van kerkmuziek. Kuhlau is bekend om zijn sonatines voor piano. Deze worden veel gebruikt voor piano-onderwijs. Diverse werken voor fluit worden eveneens in de pedagogische praktijk tot nu gebruikt. Er bestaat een biografie door Carl Thrane, Friedrich Kuhlau (1886) met een omvangrijke oeuvrelijst, die in 1979 herdrukt werd. Verder bestaat er een thematisch-bibliografisch cataloog van Dan Fog Composities van Friedrich Kuhlau (1977), ISBN 87-87099-09-8; verschillende werken worden met deze cataloog nummers betekend (DF ...).

## Composities

### Werken voor orkest
- 1812: - Concert in C majeur, voor piano en orkest, op. 7
- 1821-1822: Concertino in F majeur, voor 2 hoorns en orkest, op. 45
- - Adagio in a mineur, voor harp, cello en strijkorkest

### Werken voor harmonieorkest
- - Kronings Marsch in Es majeur, voor harmonieorkest
- - Ouverture tot het toneelstuk "Elverhøj", voor harmonieorkest - bewerkt door K. Veenendaal

### Muziektheater

#### Opera's
| Voltooid in | titel                                     | aktes       | première                                        | libretto                                                         |
| ----------- | ----------------------------------------- | ----------- | ----------------------------------------------- | ---------------------------------------------------------------- |
| 1803-1804   | Amors Triumph, DF 223; (verloren gegaan)  |             | 3 maart 1804, Hamburg; (alleen de ouverture)    |                                                                  |
| 1817        | Alfred                                    | 3 bedrijven | niet uitgevoerd, onvoltooid, verloren gegaan    | August von Kotzebue, vertaald door Levin Christian Sander        |
| 1820        | Elisa eller Venskab og Kjærlighed, op. 29 | 3 bedrijven | 17 april 1820, Kopenhagen, koninklijk theater   | Caspar Johannes Boye                                             |
| 1824        | Lulu, op. 65                              | 3 bedrijven | 29 oktober 1824, Kopenhagen, koninklijk theater | Carl Christian Frederik Güntelberg, naar August Jacob Liebeskind |

#### Zangspel
| Voltooid in | titel                                | aktes       | première                                        | libretto                                            |
| ----------- | ------------------------------------ | ----------- | ----------------------------------------------- | --------------------------------------------------- |
| 1814        | Røverborgen (De roverburcht), DF 129 | 3 bedrijven | 26 mei 1814, Kopenhagen, koninklijk theater     | Adam Oehlenschläger, naar Christian Leberecht Heyne |
| 1816        | Trylleharpen (De toverharp), op. 27  | 2 bedrijven | 30 januari 1817, Kopenhagen, koninklijk theater | Jens Baggesen                                       |
| 1819        | Aandsprøven eller Krigseventyret     | 2 bedrijven | niet uitgevoerd, onvoltooid, verloren gegaan    | Laurids Kruse                                       |
| 1827        | Hugo og Adelheid, op. 107            | 3 bedrijven | 29 oktober 1827, Kopenhagen, koninklijk theater | Caspar Johannes Boye                                |

#### Toneelmuziek
- 1826: - William Shakespeare, op. 74 - première: 28 maart 1826, Kopenhagen
- 1828: - Elverhøj in vier bedrijven, op. 100 - tekst: Johan Ludvig Heiberg
- 1830: - Trillingbrødrene fra Damask in vijf bedrijven, op. 115 - tekst: Adam Oehlenschläger

### Vocale muziek

#### Cantates
- 1813: - Ode an die Freude, cantate voor solisten, gemengd koor en orkest (alleen een fragment) - tekst: Friedrich von Schiller
- 1814: - Die Feier des Wohlwollens, voor mannenkoor en orkest, op. 36 - tekst: Sander
- 1814: - Kantatino, kleine cantate voor 2 sopranen, gemengd koor, dwarsfluit en strijkorkest
- 1816: - Eurydice in Tartarus, voor solisten, gemengd koor en orkest, op. 47 - tekst: Jens Baggesen
- 1828: - Formaelingskantate (Huwelijks-cantate), voor sopraan, alt, tenor, bas, gemengd koor en piano

#### Werken voor koor
- 1817: - Comische Canons, voor mannenkoor
- 1825: - Sechs Gesänge, voor vierstemmig mannenkoor (TTBB), op. 67 - tekst: Johann Wolfgang von Goethe, Johannes Falk
- 1827: - Acht vierstimmige Gesaenge, voor mannenkoor
  1. Selinde
  2. Lebensglück
  3. Beim Weine
  4. In der Freunde
  5. Amor
  6. Serenade
  7. Die Nacht
  8. Romanze vom zerbrochenen Teufel
- 1827: - Neun vierstimmige Gesänge, voor mannenkoor, op. 82
  1. Waldessprache
  2. Gelegenheit
  3. Der Abend
  4. Berglied
  5. Minnelied
  6. Reiters Ausfahrt
  7. Alonzo
  8. Schifferlied
  9. Die Wolke
- 1828: - Acht Gesänge, voor vierstemmig mannenkoor (TTBB), op. 89

#### Liederen
- 1806: - 6 Leichte Stücke, voor zangstem en piano
- 1806: - Die Blumen, 6 liederen voor zangstem en piano
- 1806: - 3 Gesänge, voor zangstem en piano, op. 5b
- 1813/1819: - 3 Canzonetti, voor zangstem en piano
- 1814: - 6 Canzoni, voor zangstem en piano, op. 9
- 1814: - 10 Deutsche Lieder, voor zangstem en piano, op. 11a
  1. Das Grab - tekst: Johann Gaudenz von Salis-Seewis (1765-1834)
  2. Einladung ins Thal la Cava - tekst: Friedrike Brun, geb. Münter (1765-1835)
  3. Lied um Regen - tekst: Matthias Claudius
  4. Stimme aus dem Grabe
  5. Schlachtgesang - tekst: Karl Mastalier (1731-1795)
  6. Aladdin auf dem Grabe seiner Mutter - tekst: Adam Oehlenschläger
  7. Engel der Unschuld - tekst: Aloys Wilhelm Schreiber
  8. Fremdlings Abendlied - tekst: Georg Philipp Schmidt
  9. Zartes Herz - tekst: Aloys Wilhelm Schreiber
  10. Auf ein Lautenband - tekst: Friedrich Kind
- 1819: - 10 Deutsche Gesänge, voor zangstem en piano, op. 19
- 1820: - 3 Gedichte, voor zangstem en piano, op. 21 - tekst: Heinrich Wilhelm von Gerstenberg
- 1820: - 12 Deutsche Lieder, voor zangstem en piano, op. 23
- 1823: - 3 Gesänge, voor zangstem en piano, op. 72b
  1. Die Mitternachtssterne - tekst: Frederik Høegh-Guldberg (1771-1852)
  2. Mein Lied - tekst: August Friedrich Cranz (1737-1801)
  3. Der Sterbende - tekst: Frederik Høegh-Guldberg
- 1826: - 2 Gedichte, voor zangstem en piano, op. 78 - tekst: Ignaz Franz Castelli
- 1826-1830: - 6 Romanzen und Lieder, voor zangstem en piano, op. 106 - tekst: Friedrich de la Motte Fouqué

### Kamermuziek
- 1812: - Sonate in D majeur, voor viool ad libitum en piano, op. 6b
- 1814: - 3 Duetten, voor 2 dwarsfluiten (e mineur, D majeur, G majeur), op. 10a
- 1815: - 3 Trios, voor 3 dwarsfluiten (D majeur, g mineur, F majeur), op. 13
- 1822: - 3 Duetten, voor 2 dwarsfluiten (e mineur, Bes majeur, D majeur), op. 39
- 1822: - 3 Kwintetten, voor dwarsfluit, viool, 2 altviolen en cello (D majeur, E majeur, A majeur), op. 51
- 1824: - 3 Grote solo's, voor dwarsfluit en piano ad libitum (F majeur, a mineur, G majeur), op. 57
- 1825: - Introduktion und Variationen über ein Thema "Unter blühenden Mandelbäumen" aus Carl Maria von Webers "Euryanthe" in G majeur, voor dwarsfluit en piano, op. 63
- 1825: - Sonate in E majeur, voor dwarsfluit en piano, op. 64
- 1825: - 6 Divertissements, voor dwarsfluit en piano ad libitum (G majeur, D majeur, Bes majeur, E majeur, G majeur, c mineur), op. 68
- 1826: - Sonate in e mineur, voor dwarsfluit en piano, op. 71
- 1827: - 3 Duetten, voor 2 dwarsfluiten (G majeur, C majeur, e mineur), op. 80
- 1827: - 3 Duetten, voor 2 dwarsfluiten (D majeur, F majeur, g mineur), op. 81
- 1827: - 3 Sonates, voor dwarsfluit en piano (G majeur, C majeur, g mineur), op. 83
- 1827: - Grande sonate concertante, voor dwarsfluit en piano, op. 85
- 1827: - 3 Trios, voor 3 dwarsfluiten (e mineur, D majeur, E majeur), op. 86
- 1827: - 3 Duetten, voor 2 dwarsfluiten (A majeur, g mineur, D majeur), op. 87
- 1828: - Trio in b mineur, voor drie dwarsfluiten, op. 90
- 1829: - Variationen über "Pour des filles" von Onslows "Le colporteur" in Bes majeur, voor dwarsfluit en piano, op. 94
- 1829: - 3 Fantaisies, voor dwarsfluit en piano ad libitum (g mineur, e mineur, D majeur), op. 95
- 1829: - 3 Briljante duetten, voor 2 dwarsfluiten, op. 102
- 1830: - Rondo über "Ah! quand il gèle" aus "Le colporteur" von George Onslow in e mineur, voor dwarsfluit en piano, op. 98
- 1830: - Introduktion und Rondo, voor dwarsfluit en piano, op. 98 (a)
- 1830: - Variationen über "Toujours de mon jeune âge" aus "Le colporteur" von George Onslow in a mineur, voor dwarsfluit en piano, op. 99
- 1830: - Introduktion und Variationen über ein Duett "Schönes Mädchen" aus Louis Spohrs "Jessonda" in G majeur, voor dwarsfluit en piano, op. 101
- 1830: - 3 Duetten, voor 2 dwarsfluiten (D majeur, e mineur, A majeur), op. 102
- 1830: - Kwartet in e mineur, voor vier dwarsfluiten, op. 103
- 1830: - Variationen über ein schottische Ballade "Durandarte and Belerma" in F majeur, voor dwarsfluit en piano, op. 104
- 1830: - Variationen über das irische Lied "Tis the last rose of summer" in G majeur, voor dwarsfluit en piano, op. 105
- 1830: - Trois duos brillant, voor dwarsfluit en piano (Bes majeur, G majeur, D majeur), op. 110
- 1832: - Trio in G majeur, voor 2 dwarsfluiten en piano, op. 119
- - Große Sonate in G majeur, voor dwarsfluit en piano, op. 69
- - Strijkkwartet, op. 122

### Werken voor piano
- 1810: - Rondo in C majeur, op. 1
- 1810: - Rondo in a mineur, op. 2
- 1810: - Rondo in F majeur, op. 3
- 1810: - Sonate in E majeur, op. 4
- 1810: - Sonate in F majeur, voor piano vierhandig, op. 8b
- 1812: - Sonate in d mineur, op. 5a
- 1812: - 3 Sonates, (a mineur, D majeur, F majeur), op. 6a
- 1813: - Rondo über ein Thema von Rode in a mineur
- 1813: - Variationen über das Dänische Lied "Manden med Glas I Haand" in C majeur, op. 14
- 1814: - Sonate in a mineur, op. 8a
- 1815: - Variationen über "Guide mes pas" aus Cherubini's "Les deux journées" in E majeur, op. 12
- 1816: - Variationen über das Norwegische Volkslied "God dag, Rasmus Jansen" in a mineur, op. 15
- 1818: - Variationen über das Dänische Lied "Kong Christian stod ved højen mast" in D majeur, op. 16
- 1818: - Sonatina in F majeur, voor piano vierhandig, op. 17
- 1819: - Variationen über "Willkommen, Purpurschale" aus "Røverborgen" in a mineur, op. 18
- 1820: - 3 Sonatines, (C majeur, G majeur, F majeur), op. 20
- 1820: - Sonatine, op. 21
- 1820: - Variationen über ein Dänisches Lied in f mineur, op. 22
- 1821: - 8 Walsen, voor piano vierhandig, op. 24
- 1821: - Fantaisie et Variations sur le airs et danses Suedoises, op. 25
- 1821: - 3 Sonates, (G majeur, C majeur, E majeur), op. 26
- 1821: - 6 Walsen, voor piano vierhandig, op. 28
- 1821: - Sonate in Bes majeur, op. 30
- 1821: - Rondo über Themen aus "Don Giovanni", "Le nozze di Figaro" und Boieldieu’s "Le petit chaperon rouge", (C majeur, G majeur, C majeur), op. 31
- 1821: - Variationen über ein Dänisches Lied in F majeur, op. 35
- 1822: - Sonate in G majeur, op. 34
- 1822: - 6 Rondos, op. 40
- 1822: - 8 Rondos, op. 41
- 1822: - Variaties over 6 Oostenrijkse liederen, op. 42
- 1822: - Variationen über "Wir winden dir" aus Weber's "Der Freischütz" in C majeur, op. 48
- 1822: - Variationen über "6 Themen" aus "Der Freischütz", (E majeur, F majeur, D majeur, G majeur, A majeur, Bes majeur), op. 49
- 1823: - 3 Sonatines, voor piano vierhandig, op. 44
- 1823: - 3 Sonates, (G majeur, d mineur, C majeur), op. 46
- 1823: - 3 Sonates, (F majeur, Bes majeur, A majeur), op. 52
- 1823: - Variationen über "3 Themen" aus Weber's "Preciosa", (G majeur, D majeur, F majeur), op. 53
- 1823: - Variationen über Bianchi's canzonetta "Silenzio che sento" in G majeur, op. 54
- 1823: - 6 Sonatines, (C majeur, G majeur, C majeur, F majeur, D majeur C majeur), op. 55
- 1823: - Rondos über Themen aus "Le nozze di Figaro", (C majeur, G majeur, F maejur), op. 56
- 1824: - Variationen über "Deh calma o ciel" aus Rossini's "Otello" in A majeur, voor piano vierhandig, op. 58
- 1824: - 3 Sonates, (A majeur, F majeur, C majeur), op. 59
- 1824: - 3 Sonates met variaties over thema's van Rossini, (F majeur, A majeur, C majeur), op. 60
- 1824: - Variationen über "3 Themen" aus Weber's "Euryanthe", (A majeur, C majeur, A majeur), op. 62
- 1825: - 3 Sonates, voor piano vierhandig, op. 66
- 1826: - 3 Rondos, voor piano vierhandig, op. 70
- 1826: - Variations on "Herz, mein Herz, was soll das geben", op. 72
- 1826: - Variationen über Beethoven’s "Herz, mein Herz" in C majeur, voor piano vierhandig, op. 72a
- 1826: - 3 Rondos über Themen aus Auber's "La neige" und Rossini's "Il barbiere di Siviglia", (F majeur, G majeur, D majeur), op. 73
- 1826: - Variationen über Beethoven's "Der Wachtelschlag" in F majeur, voor piano vierhandig, op. 75
- 1826: - Variationen über Beethoven's "Lebensglück" in A majeur, voor piano vierhandig, op. 76
- 1826: - Variationen über Beethoven's "Sehnsucht" in Bes majeur, voor piano vierhandig, op. 77
- 1827: - 3 Rondos über Themen aus Boieldieu's "La dame blanche" und Auber's "Le maçon", (C majeur, F majeur, A majeur), op. 84
- 1827: - 4 Sonatines, (C majeur, G majeur, a mineur, F majeur), op. 88
- 1828: - Variationen über das Schwedische Lied "Och liten Karin tjente" in e mineur, op. 91
- 1828: - Rondo "Les charmes de Copenhagen" über Dänische Lieder in D majeur, op. 92
- 1828: - Rondo über Themen aus Onslow's "Le colporteur" in Bes majeur, op. 96
- 1829: - Rondo über Themen aus Hérold's "Marie", op. 97
- 1830: - Rondos über Themen aus Rossini's "Semiramide" und Französische und Deutsche Lieder, (G majeur, C majeur, F majeur), op. 109
- 1831: - 3 Rondos, voor 2 piano's, op. 111
- 1831: - 3 Airs variés über Themen von Vincenzo Bellini, Johann Nepomuk Hummel und ein Österreichisches Lied, (C majeur, G majeur, F majeur), op. 112
- 1832: - 3 Rondos über Themen aus Rossini's "Ricciardo e Zoraide" und "Tancredi" und Isouard's "Joconde", (C majeur, D majeur, A majeur), op. 113
- 1832: - Variationen über 3 Themen, voor piano vierhandig, op. 114
- 1832: - Variationen über "2 Themen" aus Rossini's "Guillaume Tell", (C majeur, G majeur), op. 116
- 1832: - Rondos über Lieder von Beethoven, (G majeur, Bes majeur, C majeur), op. 117
- 1832: - Rondos über Themen aus Auber's "Fra Diavolo", (G majeur, A majeur, G majeur), op. 118
- 1832: - La légèrete, rondeau brillant sur une theme de Paganini, op. 120
- 1832: - Rondeau "La clochette" sur une theme de Paganini, op. 121
- 1832: - Allegro pathétique in c mineur, voor piano vierhandig, op. 123
- 1832: - Adagio und Rondo, voor piano vierhandig, op. 124
- 1833: - Rondo in C majeur, op. 125
- 1833: - Sonate in E majeur, op. 127

### Werken voor dwarsfluit
- 1807: - Twaalf variaties en solo's, op. 10b
- 1822: - 3 Fantaisies, (D majeur, G majeur, C majeur), op. 38